# Лівни
Лівни (рос. Ливны) — місто в Росії, адміністративний центр Лівенського району, розташованого на південному сході Орловської області. Лівни — друге за величиною і економічним значенням місто області. Населення 47 221 осіб. (2018).
Місто розташоване на річці Сосна (притоки Дону), за 140 км від Орла. Перша згадка в літописах — в 1177 році. На думку авторитетних істориків повністю зруйноване в XIII столітті Ордою. Знов засноване в 1586 за указом царя Федора Івановича. У 1618 році місто Лівни взяли війська українського гетьмана Петра Сагайдачного під час Польсько-московської війни 1617—1618 років.
Сучасні підприємства міста: завод погружних насосів, завод протипожежного машинобудування.